# Trzebnice (gmina)
Trzebnice (od 9 grudnia 1973 Chocianów) – dawna gmina wiejska istniejąca w 1973 roku w woj. wrocławskim (dzisiejsze woj. dolnośląskie). Siedzibą władz gminy były Trzebnice.
Gmina Trzebnice została utworzona 1 stycznia 1973 roku w powiecie lubińskim, w woj. wrocławskim. W jej skład weszło 11 sołectw: Brunów, Bukowna, Chocianowiec, Lisiec, Michałów, Ogrodzisko, Raków, Szklary Dolne, Trzebnice, Trzmielów i Żabice.
9 grudnia 1973 roku (z wejściem w życie od 4 października 1973) gmina Trzebnice została zniesiona w związku z przeniesieniem siedziby gminy z Trzebnic do Chocianowa i zmianą nazwy jednostki na gmina Chocianów; równocześnie do gminy Chocianów przyłączono wsie Jabłonów, Nowa Wieś Lubińska, Parchów i Pogorzeliska z gminy Polkowice w tymże powiecie, natomiast z gminy Chocianów wyłączono wsie Bukowna i Lisiec włączając je do gminy Lubin tamże.